# طواف تركيا 2009
طواف تركيا 2009 هو سباق دراجات هوائية أقيم بتاريخ 12–19 أبريل، تكون السباق من 8 مراحل وامتدّ لمسافة 1212.0 كم بسرعة 41.33 كم/س، استغرق السباق 29 ساعة 19 دقيقة 32 ثانية.